# Midgee littlei
Midgee littlei là một loài nhện trong họ Toxopidae.
Loài này thuộc chi Midgee. Midgee littlei được Hugh Davies miêu tả năm 1995.